# Huaiji

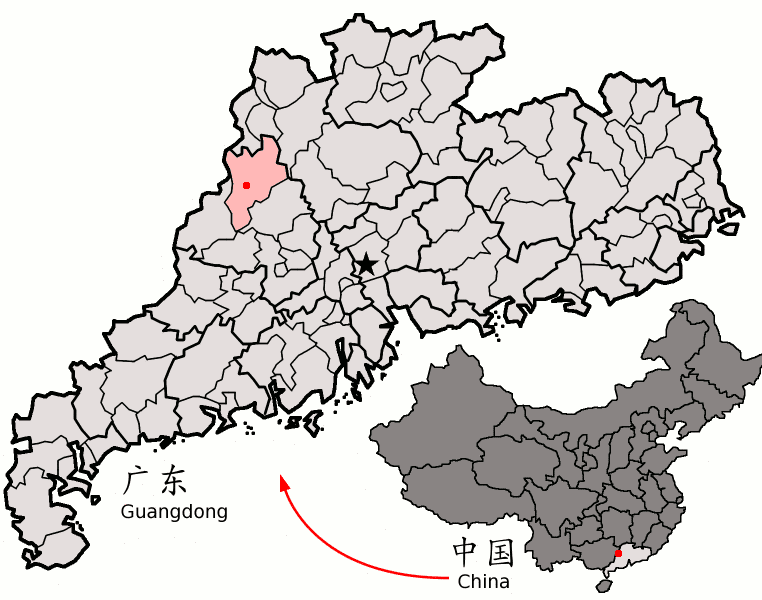
Lage von Huaiji in Guangdong

Der Kreis Huaiji (chinesisch 怀集县, Pinyin Huáijí Xiàn) ist ein Kreis in der chinesischen Provinz Guangdong. Er gehört zum Verwaltungsgebiet der bezirksfreien Stadt Zhaoqing. Huaiji hat eine Fläche von 3.554 km² und zählt 805.177 Einwohner bei einer Bevölkerungsdichte von 227 Einwohnern/km² (Stand: Zensus 2020). Sein Hauptort ist die Großgemeinde Huaicheng (怀城镇).

## Administrative Gliederung
Auf Gemeindeebene setzt sich der Kreis aus achtzehn Großgemeinden und einer Nationalitäten-Gemeinde (der Zhuang und Yao) zusammen. 